# Abat Schynybekow
Abat Abajuly Schynybekow (kasachisch Абат Абайұлы Шыныбеков, russisch Абат Абаевич Шыныбеков Abat Abajewitsch Schynybekow; * 19. Februar 1973) ist ein kasachischer Kommunalpolitiker.

## Leben
Abat Schynybekow wurde 1973 geboren. Er beendete 1995 ein Studium am Landwirtschaftlichen Institut Westkasachstan. Drei Jahre später machte er einen Abschluss am Eurasia-Institut für Management und Sprachen.
Nach seinem Hochschulabschluss begann er seine berufliche Laufbahn als Maschinenbauingenieur eines landwirtschaftlichen Betriebes im Bezirk Qaratöbe in Westkasachstan. Zwischen 1995 und 2000 arbeitete er in verschiedenen Positionen in der Verwaltung des Bezirks Qaratöbe. Von 2003 bis 2006 bekleidete er das Amt des stellvertretenden Äkim des Bezirks Kastalow. Von 2006 bis 2007 war er Direktor der Zweigstelle einer Abteilung des Ministeriums für Bildung und Wissenschaft in Westkasachstan. Ab 2007 war Schynybekow für die Verwaltung der Stadt Oral tätig, zuerst für kurze Zeit als Abteilungsleiter, später als Berater des Bürgermeisters. Zwischen 2008 und 2012 war er stellvertretender Vorsitzender der regionalen Niederlassung der Partei Nur Otan in Westkasachstan. Anschließend war er Sekretär der Stadtversammlung von Oral, bevor er 2013 zum Äkim des Bezirks Syrym ernannt wurde. Am 30. Juni 2017 wurde er dann zum Äkim des Kreises Qastal ernannt. Dieses Amt hatte er bis August 2019 inne.
Ab dem 12. August 2019 war er Bürgermeister der Stadt Oral.